# Occitano gascão
O gascão (gascon) é uma das variedades da língua occitana falada minoritariamente em parte do sudoeste da França.

## História
O gascão possui personalidade própria, linguisticamente falando, porque inclusive os antigos provençais consideravam o gascão como uma língua estrangeira. As leys d'amors dizem: apelam lengatge estranh como frances, engles, espanhol, gasco, lombard.
Há muitos pontos de concordância entre o gascão e as línguas ibero-românicas, especialmente com o catalão e com o aragonês. O gascão tem, como limite setentrional, o curso do rio Garona. As primeiras evidências escritas em gascão aparecem em textos latinos do século XI, se bem que os primeiros textos de certa consistência são produzidos no século XII, como os versos no célebre descort plurilíngue de Raimbaut de Vaqueiras cujo texto e tradução (ainda que o último verso seja duvidoso) é:
"Dauna, io mi rent a bos,

coar sotz la mes bon'e bera, q'anc hos, e gaillard'e pros, 

ab que no'm hossetz tan hera. 

Moul abetz beras haissos 

e color hresqu'e noera. 

Boste son, e si'bs agos 

no'm destrengora hiera". 

"Senhora, eu me rendo a vós,

pois sois a mais boa e bela que jamais existiu, e galharda e gentil, 

se não me fosses tão cruel fera. 

Tens mui belo semblante 

E cor fresca e viva. 

Vosso sou e se os tivesse 

Não me faltaria nem um alfinete". 

A primeira estrofe está em occitano, a segunda em italiano, a terceira em francês, a quarta em gascão, a quinta em português e a sexta tem dois versos em cada uma destas línguas. Notáveis são também os textos gascões do chamado Libro de Oro de Bayona. Entre os escassos textos que possuem valor literário, pode-se citar a tradução gascã da Disciplina clericalis de Pedro Alfonso, conservada em um manuscrito na Biblioteca Nacional de Madrid.
Foi a língua materna de Henrique de Bourbon, que chegaria a ser rei da França com o nome de Henrique IV. Na região de Béarn, foi a língua oficial até esta região ser anexada à França no século XVII. Mesmo assim, continuou a ser usada nos assuntos do governo até a Revolução Francesa.

## Dados
Por não ter respaldo oficial na França, ao contrário do que acontece na parte espanhola do Vale do Arán, não há estatísticas oficiais que permitam conhecer informações quantitativas da língua. Em conjunto, as regiões da Gasconha e de Béarn somam um pouco mais de 3 milhões de habitantes. No entanto, em um estudo levado a cabo em 1994, se constatou que a metade da população entendia o bearnês e apenas a quarta parte o falava, ainda que nada mais que 10% com fluência e apenas um em cada cem o use diariamente.
O aranês, o dialeto gascão do Vale de Arán, é falado por mais de cinco mil pessoas, das quais mais de três mil o falam regularmente.

## Dialetos
A zona geográfica que a língua ocupa é um triângulo limitado pelo Oceano Atlântico, pelos Pirenéus (exceto a região basco-francesa) e os cursos dos rios Garona, Ariege e Dordonha.
As variedades regionais são o bearnês, o parlar negre das Landes e os dialetos de Bazadais, Albret, Lomagne, Cominges, Couserans, Vale de Aran (já em Espanha) e Armagnac.

## Gramática
A morfologia é muito conservadora e o léxico possui uma série de palavras características.
Entre os préstimos procedentes do aquitano e do basco antigo, incluem-se termos alusivos a plantas, animais, paisagens, agricultura, clima e vida social. A região esteve isenta da ocupação muçulmana durante a Idade Média e a isso se deve a ausência na língua da influência do árabe.
Em uma parte do território gascão (vales de Aspe e Barétous em Béarn), são conservadas as intervocálicas surdas, como em alguns dialetos aragoneses (natau, do latim natale(m); réco de rica, "rego, sulco". O gascão compartilha, com o galo-romance, toda uma série de características léxicas, e em menor medida, fonológicas: por exemplo, o latim f passa a h, filium, "filho" - hilh; perda do -n- intervocálico, luna - lua (igual ao português); redução de mb a m (celta cumba passa a coma, "vale"), nd a n (vendere passa a béne, "vender"); conservação de kw e gw como no ibero-romance (quando passa a quan; germânico wardon passa a guardar, "observar, guardar".

## Influências em outros idiomas
Provavelmente, como consequência do continuum linguístico das Românicas Ocidentais e da influência francesa sobre a Marca Hispanica (território na fronteira político-militar do império Carolíngio e al-Andalus, sul dos Pireneus), desde o final do século VIII até sua efetiva independência em vários reinos e condados de tempos medievais. Características comuns e singulares compartilhadas são perceptíveis entre o gascão e outras línguas latinas do outro lado da fronteira do aragonês e catalão ultra-ocidental (catalão da Faixa de Aragão). O gascão é também (em espanhol, Navarro-Aragonese e francês) uma das influências do romance em idioma basco.

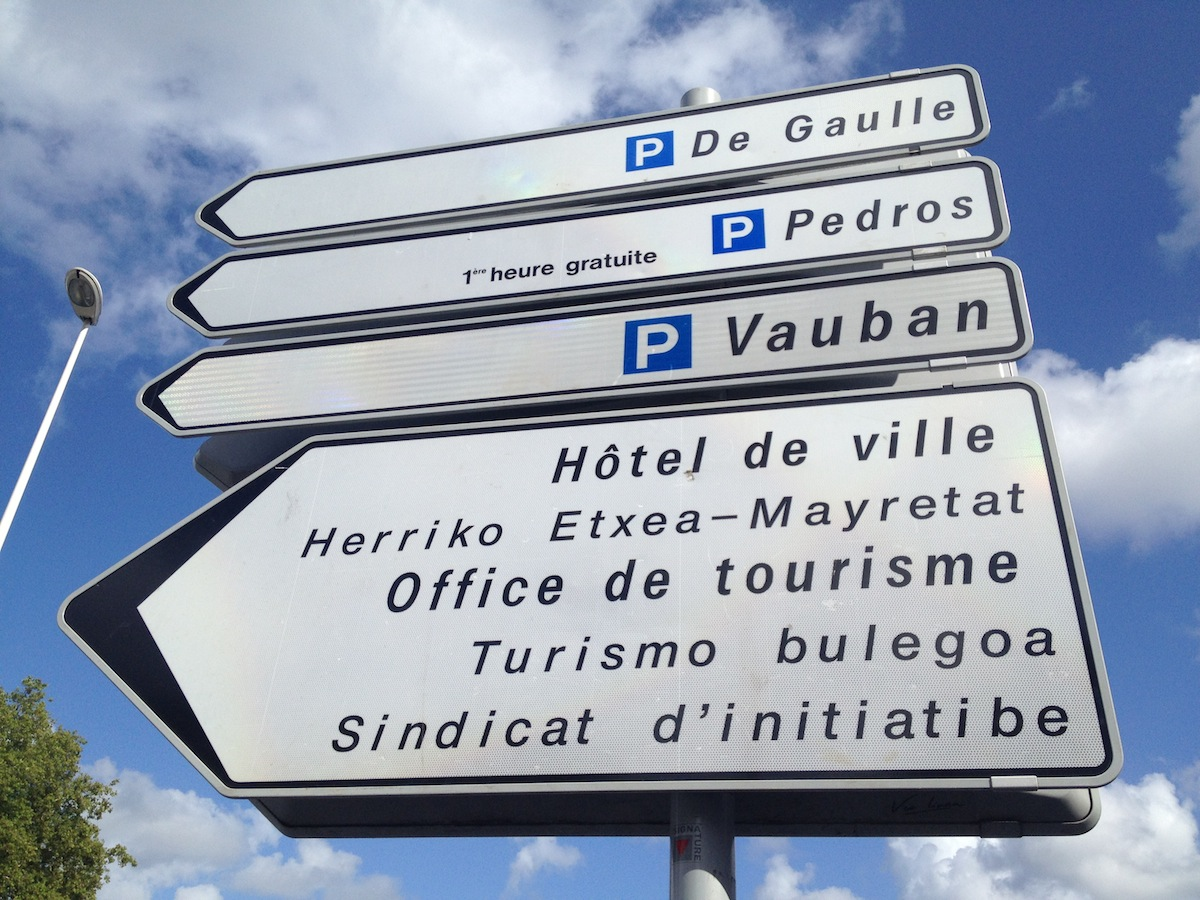
Sinal trilíngue em Bayonne: Francês, Basco e Gascão Occitano ("Mayretat", "Sindicat d'initiatibe")

## Exemplos

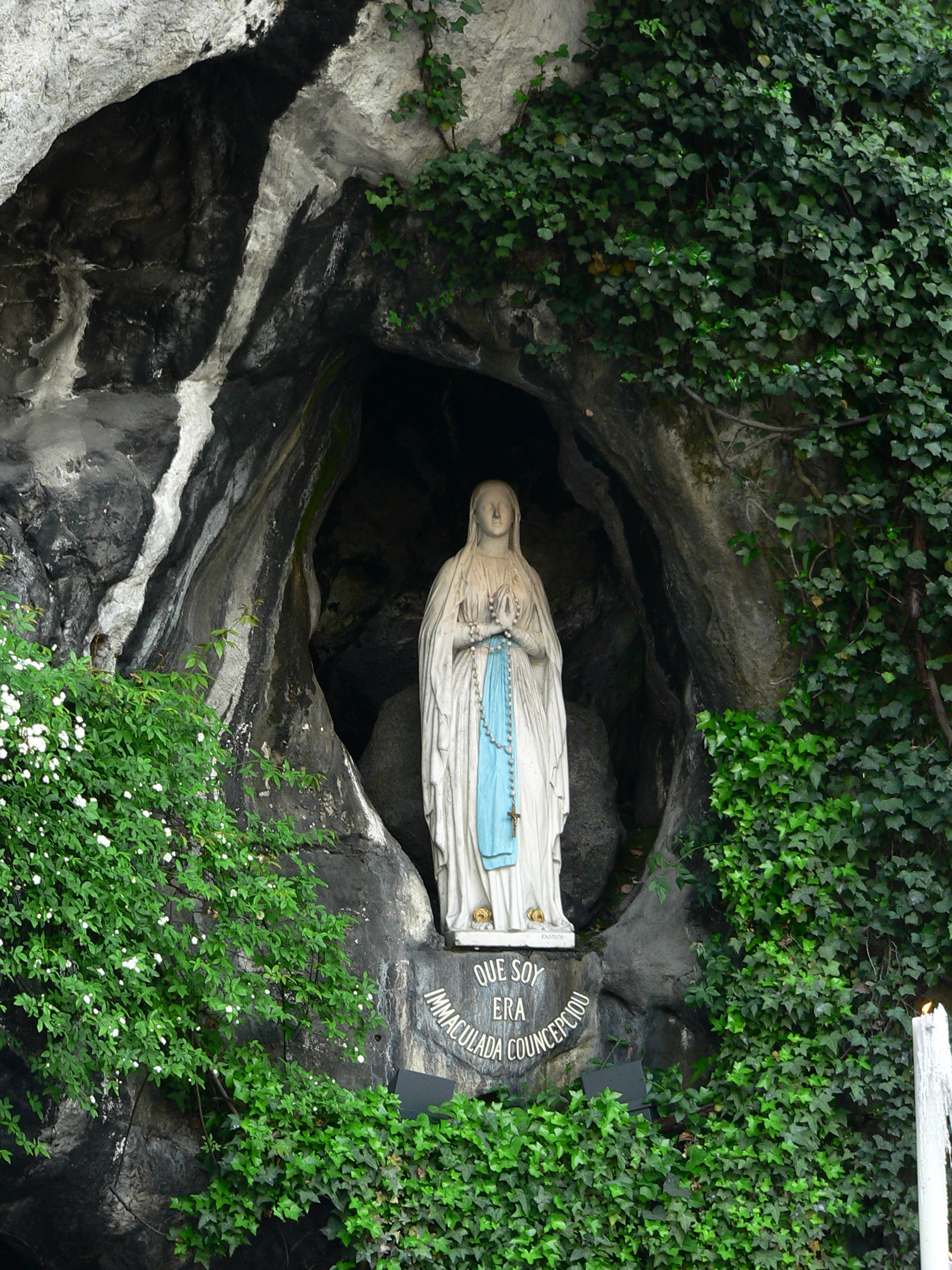
De acordo com o testemunho de Bernadette Soubirous, a Virgem Maria falou com ela (Lourdes, 25 de março de 1858) em gascão, dizendo: "Que sòi era Imaculada councepciou" ("Eu sou a Imaculada Concepção"). A frase é reproduzida sob essa estátua na gruta de Lourdes, em grafia Mistralian / Febusian, confirmando a proclamação desse dogma católico quatro anos antes.

| Português | Gascão              | IPA                         |
| --------- | ------------------- | --------------------------- |
| terra     | tèrra               | [ˈtɛrrɔ]                    |
| céu       | cèu                 | [ˈsɛw]                      |
| água      | aiga                | [ˈajɣɔ]                     |
| fogo      | huec                | [ˈ(h)wɛk]                   |
| homem     | òmi/òme             | [ˈɔmi]/[ˈɔme]               |
| mulher    | hemna               | [ˈ(h)ennɔ]                  |
| comer     | minjar/manjar       | [minˈʒa]/[manˈ(d)ʒa]        |
| bebida    | béver               | [ˈbewe]/[ˈbeβe]             |
| grande    | gran                | [ˈɡran]                     |
| pequeno   | petit/pichon/pichòt | [peˈtit]/[piˈtʃu]/[piˈtʃɔt] |
| noite     | nueit               | [ˈnɥejt]                    |
| dia       | dia/jorn            | [ˈdia]/[ˈ(d)ʒur]            |

## Amostra de texto
Totas las personas que naishen liuras e egaus en dignitat e en dreit. Que son dotadas de rason e de consciéncia e que'us cau agir enter eras dab un esperit de hrairessa.
Português
Todos os seres humanos nascem livres e iguais em dignidade e direitos. Eles são dotados de razão e consciência e devem agir um com o outro em espírito de fraternidade.
(Artigo 1 da Declaração Universal dos Direitos Humanos)